# Otto von Pogk
Otto von Pogk († 14. März 1577 in Coswig (Anhalt)) war anhaltischer Hofdiener, Marschall und Amtshauptmann in Coswig.

## Leben
Er entstammte der Adelsfamilie von Pogk.
Nach seinem Tod gab dessen Witwe Margareta von Pogk geborene Robil die Anfertigung eines Epitaphs in Auftrag. Dieses Epitaph von 1578 hat sich bis heute in der St.-Nikolai-Kirche in Coswig erhalten. Es zeigt auf der Mitteltafel ein Gemälde aus der Werkstatt Lucas Cranach des Jüngeren mit einer Szene aus dem Garten Gethsemane. Im Vordergrund sind die Stifterfiguren Otto von Pogk und seine Frau Margarete zu sehen. Die obere Tafel zeigt die Auferstehung, das untere Bild einen Pelikan, Sinnbild des Opfertodes Christi.